# Styx (2018)

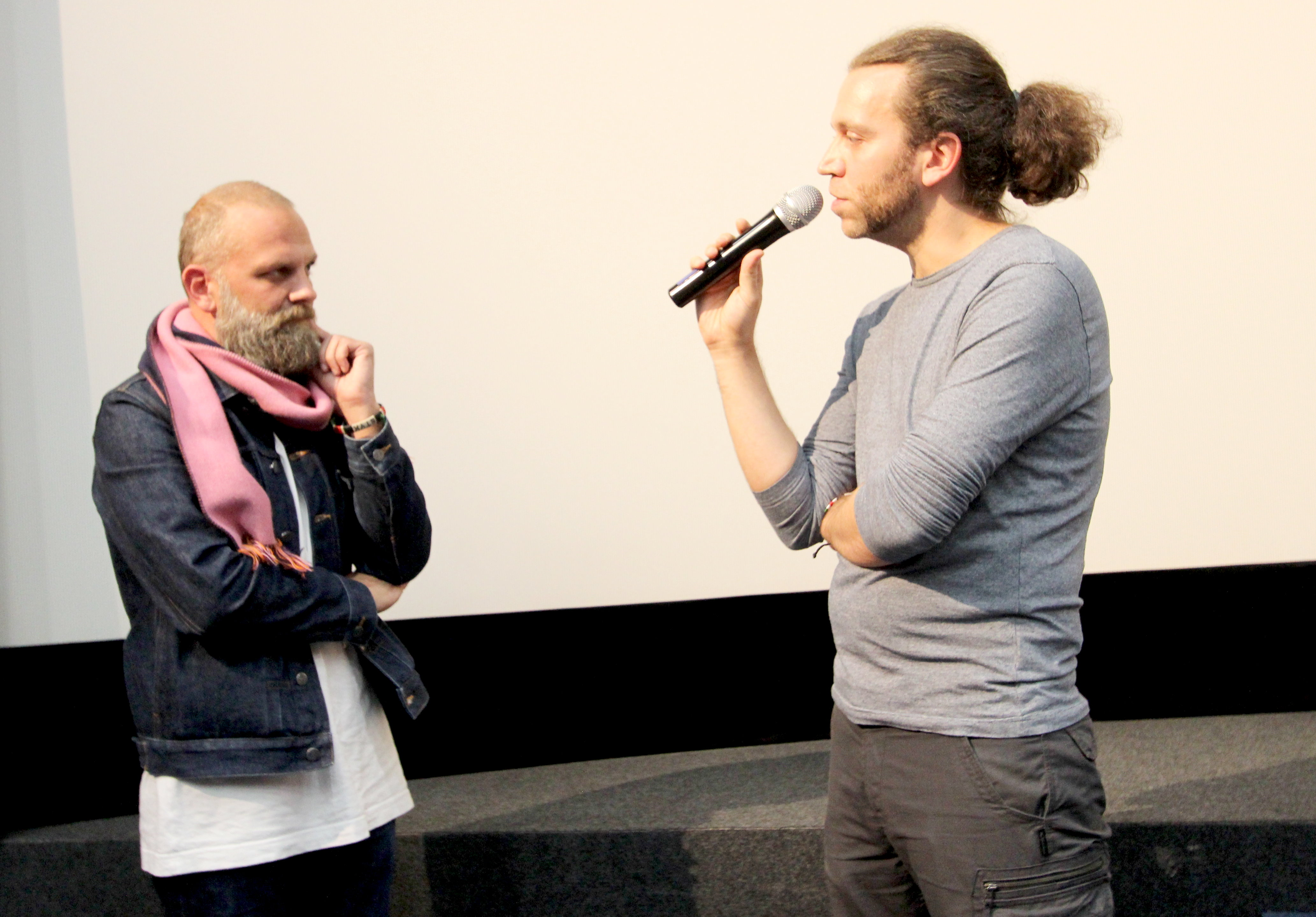
Filmvorstellung „Styx“ im Metropol Düsseldorf 2018. Daniel Bäldle (Theaterleiter Metropol) im Interview mit Wolfgang Fischer (links).

Styx ist ein Spielfilm von Wolfgang Fischer aus dem Jahr 2018. Die Premiere der deutsch-österreichischen Koproduktion mit Susanne Wolff in der Hauptrolle erfolgte am 16. Februar 2018 im Rahmen der 68. Internationalen Filmfestspiele Berlin, wo der Film als Eröffnungsfilm der Sektion Panorama Special gezeigt und mit dem  Heiner-Carow-Preis der DEFA-Stiftung ausgezeichnet wurde. Der Film kam am 13. September 2018 in die deutschen und am 23. November 2018 in die österreichischen Kinos.

## Handlung
Notärztin Rike unternimmt mit ihrer zwölf Meter langen Segelyacht Asa Gray alleine einen Törn auf den Spuren von Charles Darwin von Gibraltar nach Ascension im Südatlantik. Unterwegs wird sie per Funk von einem Containerschiff in ihrer Nähe angesprochen, das auf parallelem Kurs fährt, und darüber informiert, dass sie sich auf einen schweren Sturm einstellen muss. Ihr wird in jedem Fall Unterstützung zugesagt.
In der Nacht entlädt sich das Unwetter, das sie unbeschadet übersteht. Am nächsten Morgen ist sie bei gutem Wetter etwa 300 Seemeilen westlich der mauretanischen Küste und sieht in der Nähe ihres Bootes einen havarierten Trawler, überladen mit Menschen, die in Richtung ihres Bootes winken und rufen. Offensichtlich besteht akute Lebensgefahr. Rike bekommt keinen Funkkontakt zu dem Schiff und setzt einen Notruf an die Küstenwache ab, die den Notruf bestätigt und sie dringend dazu auffordert, Abstand zu halten, um sich nicht selbst in Lebensgefahr zu begeben. Das ist ihr selbst auch klar, aber gleichzeitig fühlt sie sich zur Hilfeleistung verpflichtet.
Durch das Fernglas sieht Rike Passagiere vom Trawler in höchster Not ins Wasser fallen oder springen, einer davon schafft es in die Nähe ihres Bootes. Mühsam zerrt sie den etwa 14-jährigen, fast bewegungsunfähigen Jungen an Bord, der ein Armband mit seinem Namen Kingsley trägt. Danach entfernt sie sich zunächst von dem Trawler, um keine weiteren Verzweiflungstaten zu provozieren, dann versorgt sie Kingsley. Er ist bewusstlos, unterkühlt, und hat Brandwunden am Körper. Wieder wendet sie sich per Funk mit einem Notruf an die Küstenwache und beschreibt nun detailliert Kingsleys Zustand. Man ist entrüstet darüber, dass sie einen der Schiffbrüchigen an Bord genommen hat, und teilt ihr erneut mit, dass Hilfe unterwegs sei und sie die Stelle sofort verlassen solle, um das Chaos nicht zu verschlimmern. Sie erwidert, dass sie Abstand zum Trawler halte, aber in Sichtweite bleiben werde, bis die Hilfe eingetroffen sei.
Als Kingsley wieder bei Bewusstsein ist, versucht er, Rike zu einer Rettungsaktion zu drängen. Seine Schwester sei auch an Bord des Trawlers. Rike versucht ihm zu erklären, warum das nicht möglich ist. Einige Tage vergehen ohne große Änderung der Situation. Rike bekommt Funkkontakt zu dem Containerschiff, das ihr vor dem Sturm Unterstützung zugesagt hatte und groß genug wäre, nun die Schiffbrüchigen aufzunehmen, doch dessen Kapitän weigert sich mit der Begründung, seine Reederei habe jede Beteiligung an der Seenotrettung von Flüchtlingen strikt verboten. Dann feuert Rike mehrere Signalraketen ab, um die anderen Schiffe in der Nähe, die auf dem AIS zu sehen sind, auf sich aufmerksam zu machen. Kingsley – verzweifelt darüber, seiner Familie beim Sterben zusehen zu müssen – greift sie nun körperlich an, stößt sie sogar über Bord und fährt mit der Yacht ein paar Meter davon, bevor er die heftig protestierende Rike wieder an Bord kommen lässt. Als sich ihre Aufregung darüber gelegt hat, täuscht sie als letzte Maßnahme der Küstenwache vor, dass sie selbst in Seenot sei, schaltet die Bordelektrik ab und aktiviert die Notfunkbake. In der nächsten Nacht, während Kingsley bereits um seine verstorbenen Angehörigen trauert, legt sie längsseits am Trawler an und findet auf dem geisterhaft stillen Schiff zahlreiche sterbende und tote Menschen.
Schnitt zum nächsten Tag. Eine Fregatte der Küstenwache ist eingetroffen, mit Schnellbooten bergen Einsatzkräfte die Überlebenden und Toten vom sinkenden Trawler, während etliche Funksprüche über weitere havarierte Schiffe mit jeweils vielen Flüchtlingen zu hören sind. Rike wird auf der Fregatte festgesetzt. Sie starrt traumatisiert ins Leere, als man ihr mitteilt, dass gegen sie ein Verfahren eingeleitet wird.

## Produktion und Hintergrund

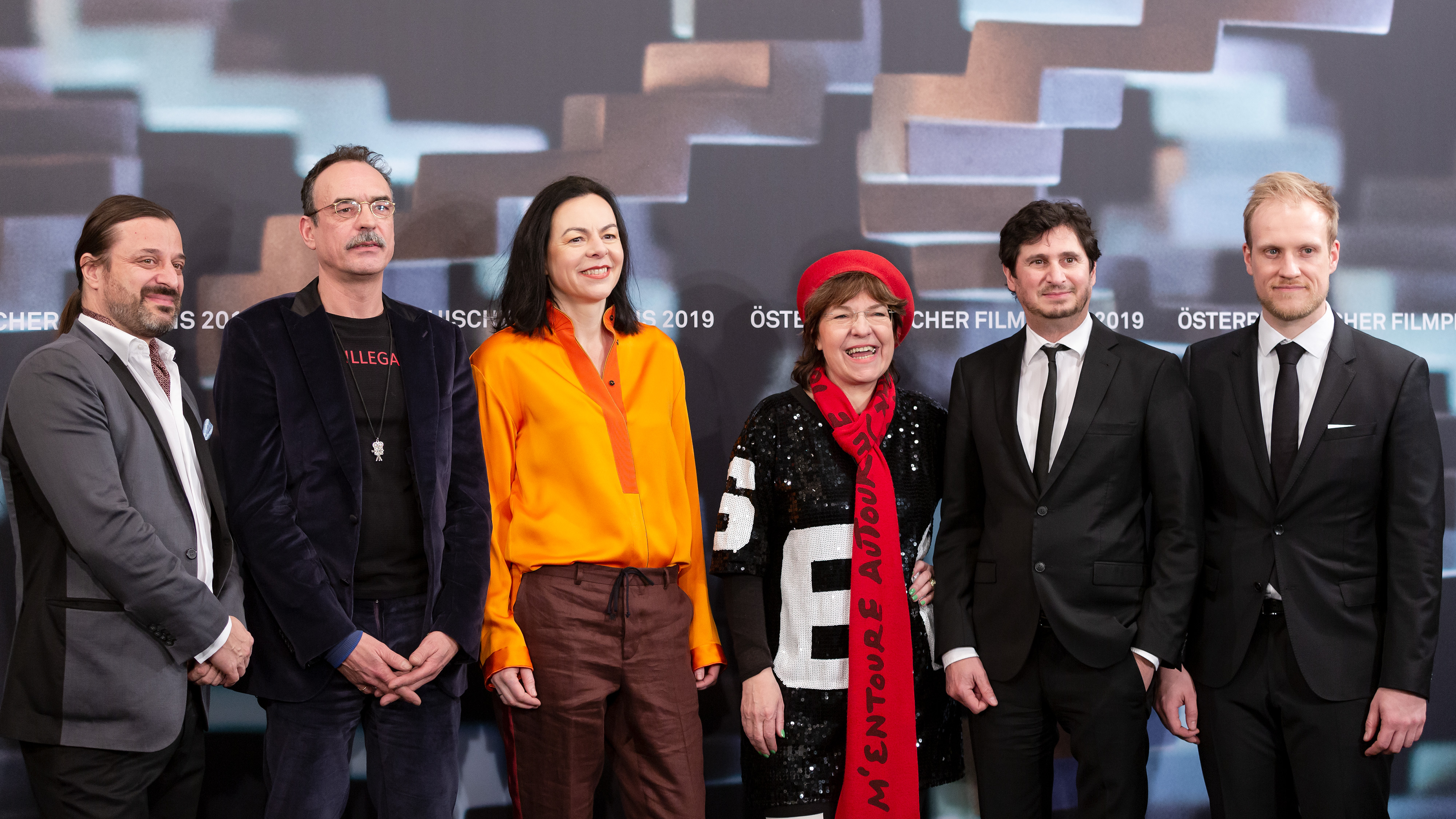
Ein Teil des Filmteams beim Österreichischen Filmpreis 2019

Die Dreharbeiten fanden von Oktober bis Dezember 2016 auf Malta und in Nordrhein-Westfalen statt. Unterstützt wurde die Produktion vom Österreichischen Filminstitut, der Beauftragten der Bundesregierung für Kultur und Medien, Eurimages, der Film- und Medienstiftung NRW, dem Deutschen Filmförderfonds, dem Medienboard Berlin-Brandenburg, der Filmförderungsanstalt sowie der Malta Film Commission. Beteiligt waren der Westdeutsche Rundfunk und Arte.
Produziert wurde der Film von der deutschen Schiwago Film, Koproduzent war die österreichische Amour Fou Filmproduktion. Für den Ton zeichnete Andreas Turnwald verantwortlich, für das Kostümbild Nicole Fischnaller und für das Maskenbild Elke Hahn.
Der Filmtitel spielt auf den Fluss Styx an, der  in der griechischen Mythologie  die Grenze zwischen der Welt der Menschen und der Unterwelt bildet. Es ist zudem der Name einer Göttin, der Tochter des Okeanos, und bedeutet Wasser des Grauens.
Die Yacht ist nach dem Botaniker Asa Gray benannt, einem Freund und Briefpartner von Charles Darwin.
Der Film wurde 2021 im Rahmen der Edition österreichischer Film von Hoanzl und dem Standard auf DVD veröffentlicht.

## Rezeption
Für Alexandra Seitz von der Berliner Zeitung ist es „das Verdienst von Fischers Film, zu verdeutlichen, welchen nicht wieder gut zu machenden Schaden diese von äußeren Mächten aufgezwungene Grausamkeit des Geschehenlassenmüssens in den beiden Menschen anrichtet. […] Entstanden ist auf diese Weise nicht nur ein unheimlich authentischer Film, sondern auch ein tief aufrichtiger. Es findet sich in ‚Styx‘ kein falscher Ton und keine tröstende Lüge.“
Verena Lueken streicht in ihrem Beitrag für die Frankfurter Allgemeine Zeitung das Spiel von Susanne Wolff heraus und zieht einen Vergleich zu All Is Lost mit Robert Redford: „Robert Redford hat vor einigen Jahren in „All is Lost“ ebenfalls einen Film fast allein gestemmt, als er einen Mann auf einem leckgeschlagenen Boot spielte, der versucht zu überleben. Es braucht schon Darsteller dieses Kalibers, damit so etwas klappt. Susanne Wolff, fast stumm, fast ohne Gegenüber, ist die eine Sensation in diesem Film. Die andere? Die Mittelmeerpassage, die Ertrinkenden auf dem Weg nach Europa, in einer Geschichte sichtbar zu machen, die pures Kino ist – Bewegung und Geräusche und Licht und eine Figur, deren Welt auseinanderbricht, weil sie keine Antwort findet, finden kann auf eine Frage nach Leben und Tod.“
Matthias Dell verglich den Film auf Spiegel Online ebenfalls mit All Is Lost mit Robert Redford und schrieb: „Wenn man bedenkt, was J. C. Chandor aus einem ähnlichen Setting […] an Spannung, Dramaturgie und Erzähltiefe rausgeholt hat, muss man aufpassen, bei Styx nicht einzuschlafen“. Dell bezeichnete Styx außerdem als „überflüssigen Film“: „Er findet keinen adäquaten Ausdruck für seine Man muss doch etwas tun-Gefühle. Den Film, der das schafft, gibt es eigentlich schon. In Havarie von Philip Scheffner wurde 2016 eine ganz ähnliche Geschichte erzählt, wenn auch als dokumentarischer Essay.“
Auch Jessica Kiang zog für das Variety-Magazin den Vergleich mit All Is Lost: „Das ist 'All Is Lost' mit sich drehendem Kompass und einer Aktualität, die noch spannender ist als die brillant inszenierte physische Handlung.“
Für Martina Knoben von der Süddeutschen Zeitung ist Styx dagegen „der richtige Film zur rechten Zeit“ und „[…] stellt die moralischen Fragen, die Rike ebenso überfordern wie die westlichen Gesellschaften: Wegschauen und weitersegeln, während sich vor den Augen eine humanitäre Katastrophe abspielt, geht nicht. Aber soll man Einzelne retten und viele andere sterben lassen? Oder versuchen, allen zu helfen, auch wenn das eigene Boot dabei sinkt?“ Knoben bemerkt zudem: „Der Film bietet keinen billigen Ausweg aus diesem Dilemma, das ist das Ehrliche und Erschütternde an diesem Werk. Seine Kraft zieht er aus dem Spiel seiner Hauptdarstellerin Susanne Wolff, die als Solo-Seglerin Rike gewissermaßen den Westen verkörpert, souverän und sexy.“
Thomas Assheuer hebt in seiner Filmbesprechung für Die Zeit die Kameraarbeit von Benedict Neuenfels und das Spiel von Hauptdarstellerin Susanne Wolff hervor: Es liege „eine Beklommenheit, eine Vorahnung, vielleicht auch Traurigkeit über den langen, hinreißend schönen Einstellungen“ von Neuenfels. Wolff spiele diese Bedrückung großartig; sie sei ein freier Mensch, doch aus Freiheit und Einsamkeit entstehe hier kein Glück. Gibraltar als Ausgangspunkt von Rikes Segelreise deutet Assheuer als eine von vielen mythischen Anspielungen des Films: Hier endete in der Antike mit dem Mittelmeer die bekannte Welt, während die entgrenzte Weltgesellschaft der Moderne die Menschen überall auf der Welt zu Mitbewohnern mache. Wie in einem Kammerspiel zeige Styx die erbarmungslose Realität der zusammengewachsenen Zivilisation. Dabei verkitsche der Film mit seinen mythologischen Anspielungen die »Flüchtlingskrise« nicht zu einer antiken Tragödie, zu einem schicksalhaften Geschehen, das aus heiterem Himmel über den Westen hereinbreche und ihn in nur mit machtpolitischem Darwinismus zu lösende Widersprüche verwickele.
Alexandra Seibel veröffentlichte im Kurier ein Interview mit Regisseur Wolfgang Fischer und lobte in ihrer Filmbeschreibung: „Regisseur Wolfgang Fischer drehte mit seinem hoch akklamierten Drama Styx den Film der Stunde.“
Für fm4 hat Pia Reiser mit Regisseur Wolfgang Fischer ein Interview geführt und schreibt in ihrem Online-Text zum Radiobeitrag: „STYX ist ein exzellenter Film, der Europa die unangenehme Gretchenfrage stellt, wie wir es denn so haben mit der Menschenwürde. STYX ist aber weniger ein Flüchtlingsdrama, als ein Kammerspiel-Thriller auf offenem Meer.“
Nicole Albiez nannte Styx in ihrem Beitrag für DOT.magazine „ein ebenso meisterhaftes wie dringliches Werk. […] Ein Plädoyer für Menschlichkeit, das ein Schlag in die Magengrube ist.“
Boyd van Hoeij lobt im Hollywood Reporter die Illusion, die Wolfgang Fischer über den ganzen Film spannt und die Figur Rike: „Bewundernswert, wie der Regisseur die Illusion einer Dokumentation aufrecht erhält und sich für einen dritten Akt entscheidet, in einem passenden, zurückhaltenden Ton, der weder Rikes Rolle verherrlicht, noch das offensichtliche Mitgefühl der Figur herunterspielt […].“
In einem Screen-Daily-Artikel spricht Ben Croll über die moralische Sackgasse, in die das Publikum unweigerlich gebracht wird und mit der es sich konfrontieren muss: „Styx offers no easy answers, or any answers at all for that matter.“

## Auszeichnungen und Nominierungen (Auswahl)
- 2018: Berlinale 2018
  - Preis der Ökumenischen Jury – Preisträger Panorama
  - Label Europa Cinemas
  - 2. Platz Panorama Publikumspreis
  - Heiner-Carow-Preis der DEFA-Stiftung[3][25]
- 2018: Filmkunstfest Mecklenburg-Vorpommern
  - Hauptpreis Fliegender Ochse
  - Publikumspreis
  - Preis für die beste Musik und Tongestaltung an Uwe Dresch und Andre Zimmermann (Sounddesign) und Tobias Fleig (Kinomischung)[26][27]
- 2018: Internationales Filmfest Emden-Norderney
  - Nominierung für den DGB-Filmpreis[28][29]
  - Creative Energy Award für Susanne Wolff und Benedict Neuenfels
  - Schreibtisch am Meer (Kurzstipendium auf der Insel Norderney) für Wolfgang Fischer[30]
- 2018: Valletta Film Festival
  - Best Performance (Susanne Wolff)
  - Best Cinematographer[31]
- 2018: Finalist für den LUX-Filmpreis des Europäischen Parlaments[32]
- 2018: Festival des deutschen Films
  - Besondere Auszeichnung der Jury[33]
- 2018: Deutscher Regiepreis Metropolis
  - Auszeichnung in der Kategorie Beste Regie Kinofilm[34][35]
  - Beste Schauspielerin (Susanne Wolff)
  - Beste produzentische Leistung (Marcos Kantis)
- 2018: Europäischer Filmpreis
  - Nominierung für den European University Film Award (EUFA)[36]
- 2018: Deutscher Menschenrechts-Filmpreis
  - Auszeichnung in der Kategorie Langfilm[37][38]
- 2018: Viennale
  - Erste-Bank-MehrWERT-Filmpreis[39]
- 2018: Günter-Rohrbach-Filmpreis
  - Finalist für den Filmpreis[40]
  - Auszeichnung als beste Darstellerin (Susanne Wolff)[41]
- 2019: Österreichischer Filmpreis[42]
  - Auszeichnung für die Beste Regie (Wolfgang Fischer)
  - Auszeichnung für das Beste Drehbuch (Wolfgang Fischer und Ika Künzel)
  - Auszeichnung für den Besten Schnitt (Monika Willi)
- 2019: Preis der deutschen Filmkritik 2018
  - Nominierung in der Kategorie Bester Schnitt
  - Nominierung in der Kategorie Beste Kamera[43]
- 2019: Bayerischer Filmpreis 2018 für die beste Bildgestaltung[44]
- 2019: Deutscher Kamerapreis
  - Nominierung in der Kategorie Schnitt / Kinospielfilm (Monika Willi)[45]
- 2019: Luxembourg City Film Festival
  - Preis der Jugendjury[46]
- 2019: Deutscher Filmpreis 2019
  - Auszeichnung „Filmpreis in Silber“ in der Kategorie Bester Spielfilm (Marcos Kantis)[47]
  - Auszeichnung in der Kategorie Beste weibliche Hauptrolle (Susanne Wolff)
  - Auszeichnung in der Kategorie Beste Tongestaltung (Andreas Turnwald, Uwe Dresch, Andre Zimmermann, Tobias Fleig)
  - Auszeichnung in der Kategorie Beste Kamera (Benedict Neuenfels)
  - Nominierung in der Kategorie Beste Regie (Wolfgang Fischer)
  - Nominierung in der Kategorie Bester Schnitt (Monika Willi)